# Lhota pod Radčem
Lhota pod Radčem là một làng thuộc huyện Rokycany, vùng Plzeňský, Cộng hòa Séc.